# Rue de la Mare
La rue de la Mare est une voie située dans le 20e arrondissement de Paris, en France. 

## Situation et accès
La rue de la Mare débute au 71, rue de Ménilmontant (place de Ménilmontant) et se termine 670 m plus loin au 383, rue des Pyrénées.
Elle offre la particularité d'être coupée par la ligne de Petite Ceinture et de continuer après une passerelle métallique uniquement piétonnière.

## Origine du nom
Son nom provient du voisinage d'une ancienne mare formée par les eaux de Belleville.

## Historique
Simple chemin en 1672, elle s'appelait alors « ruelle des Nonnains ». En 1812, le plan cadastral indique : « chemin de Ménilmontant » au tronçon qui va de la rue de Ménilmontant à la rue de Savies, elle fait alors partie des voies de la commune de Belleville. La rue de la Mare, qui doit son nom à « une ancienne mare formée par les eaux de Belleville sur le versant méridional de la colline vers l'emplacement de l'église Notre-Dame-de-la-Croix », est classée dans la voirie parisienne le 23 mai 1863.
En 1926, elle se poursuit jusqu'à la rue de Belleville ; à cette même époque, le tronçon entre la rue des Pyrénées et la rue de Belleville est dénommé « rue Jean-Baptiste-Dumay ».

## Monuments remarquables et lieux de mémoire
- No 9 : emplacement de la gare de Ménilmontant, sur l'ancienne ligne de Petite Ceinture. Depuis 1984, un immeuble s'y élève[3].

- No 12 : passage de la Station-de-Ménilmontant. Il permettait de rejoindre la gare de Ménilmontant depuis le no 79 de la rue de Ménilmontant[4]. Il est fermé et à l'abandon[5].

- No 14 : passerelle de la Mare qui permet la circulation piétonne au-dessus de la ligne de Petite Ceinture. L'extrémité de l'impasse de la Mare longe la voie ferrée[6].

- No 38 : au fond de la parcelle se trouve le regard de la Roquette, classé monument historique depuis le 6 février 2006[7]. Un chemin piétonnier permet d'y accéder.

- No 71 : la devanture de la boulangerie, située à l'angle de la place Henri-Krasucki, est classée monument historique depuis le 23 mai 1984[8].

- No 73 : groupe scolaire privé catholique Sainte-Louise (école-collège-lycée), dont l'origine remonte à 1845. Le collège-lycée a son entrée 29 rue des Envierges[9].

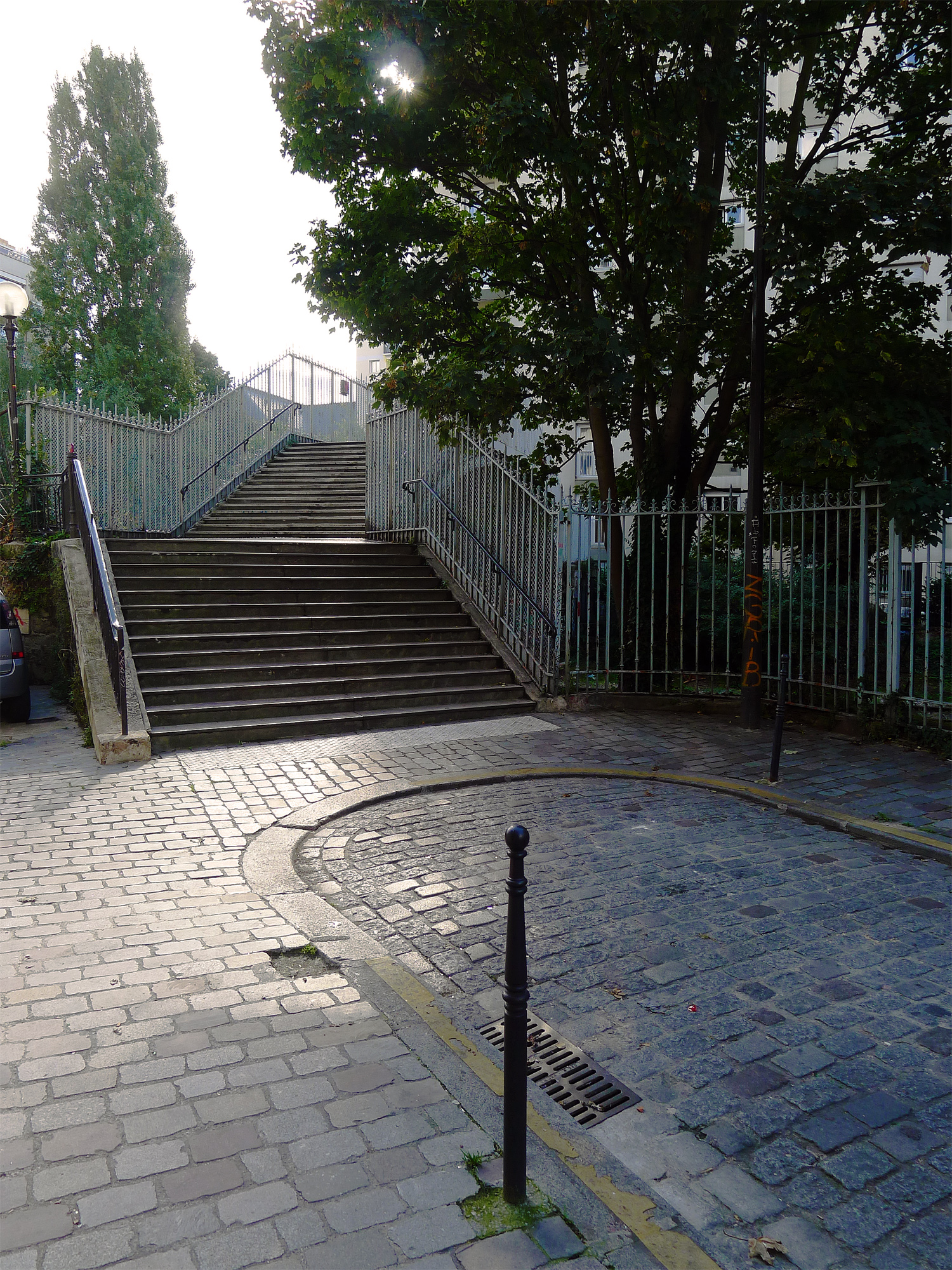
No 14, passerelle de la Mare.
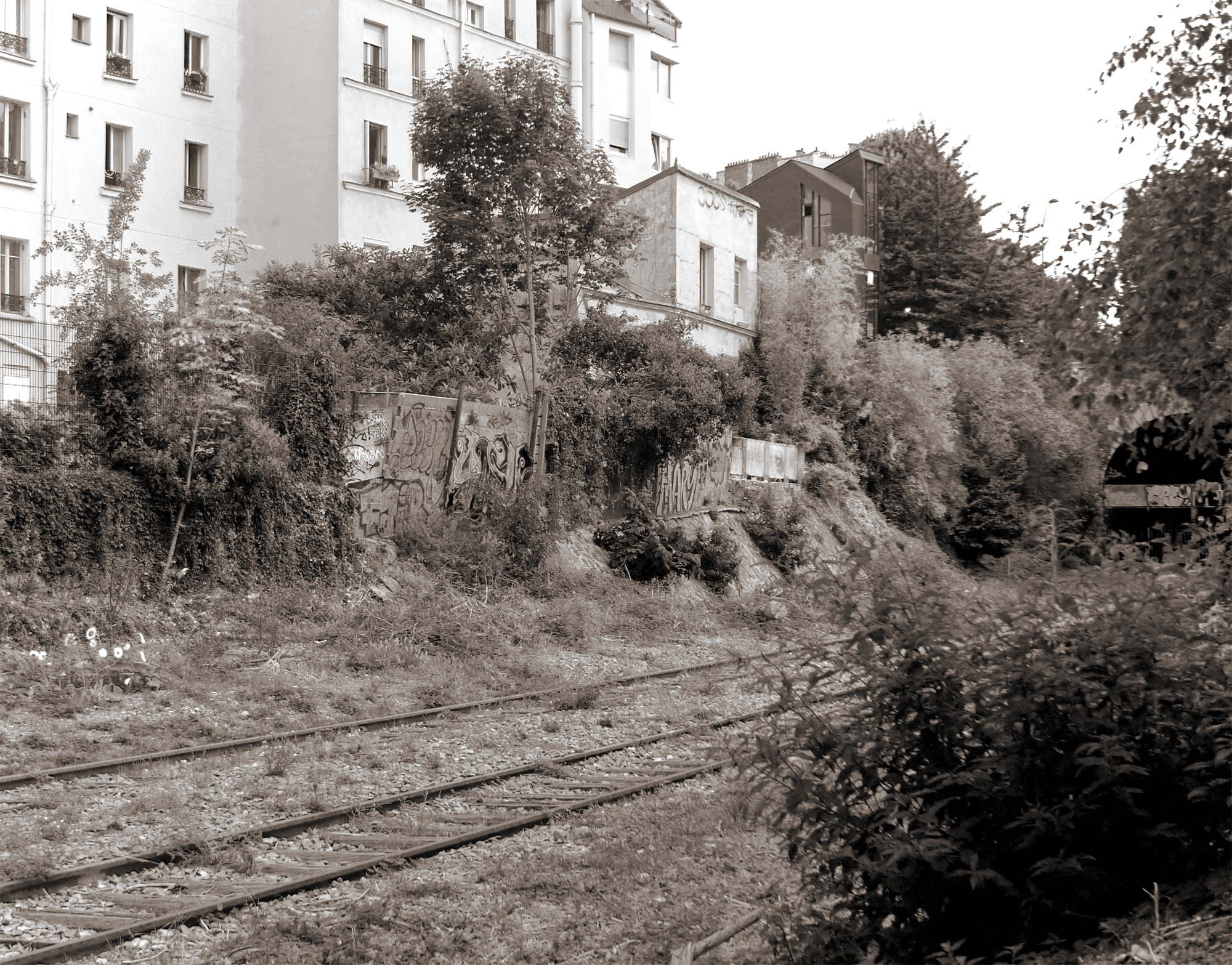
Ligne de Petite Ceinture vue depuis la passerelle.
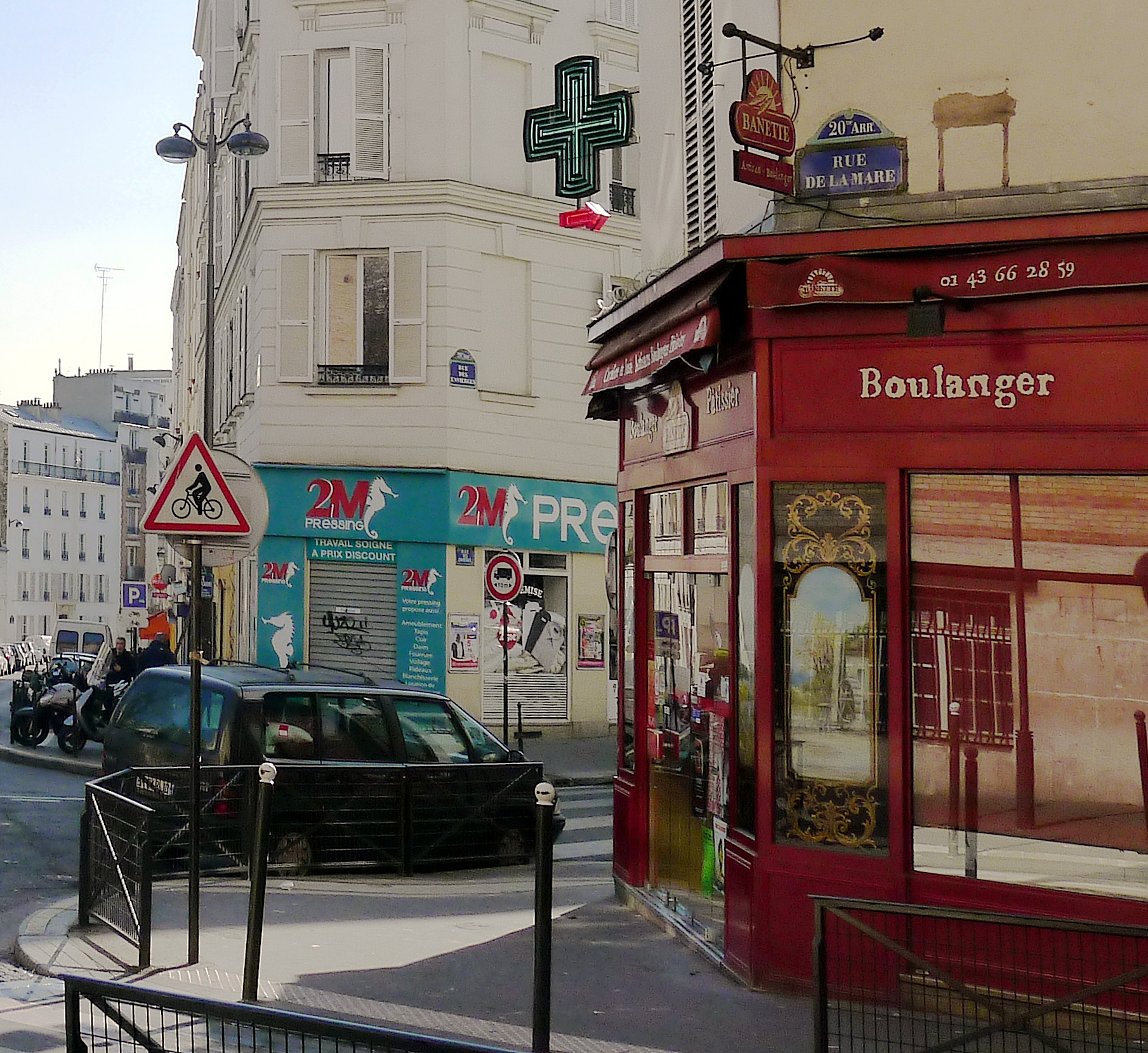
No 71, boulangerie.
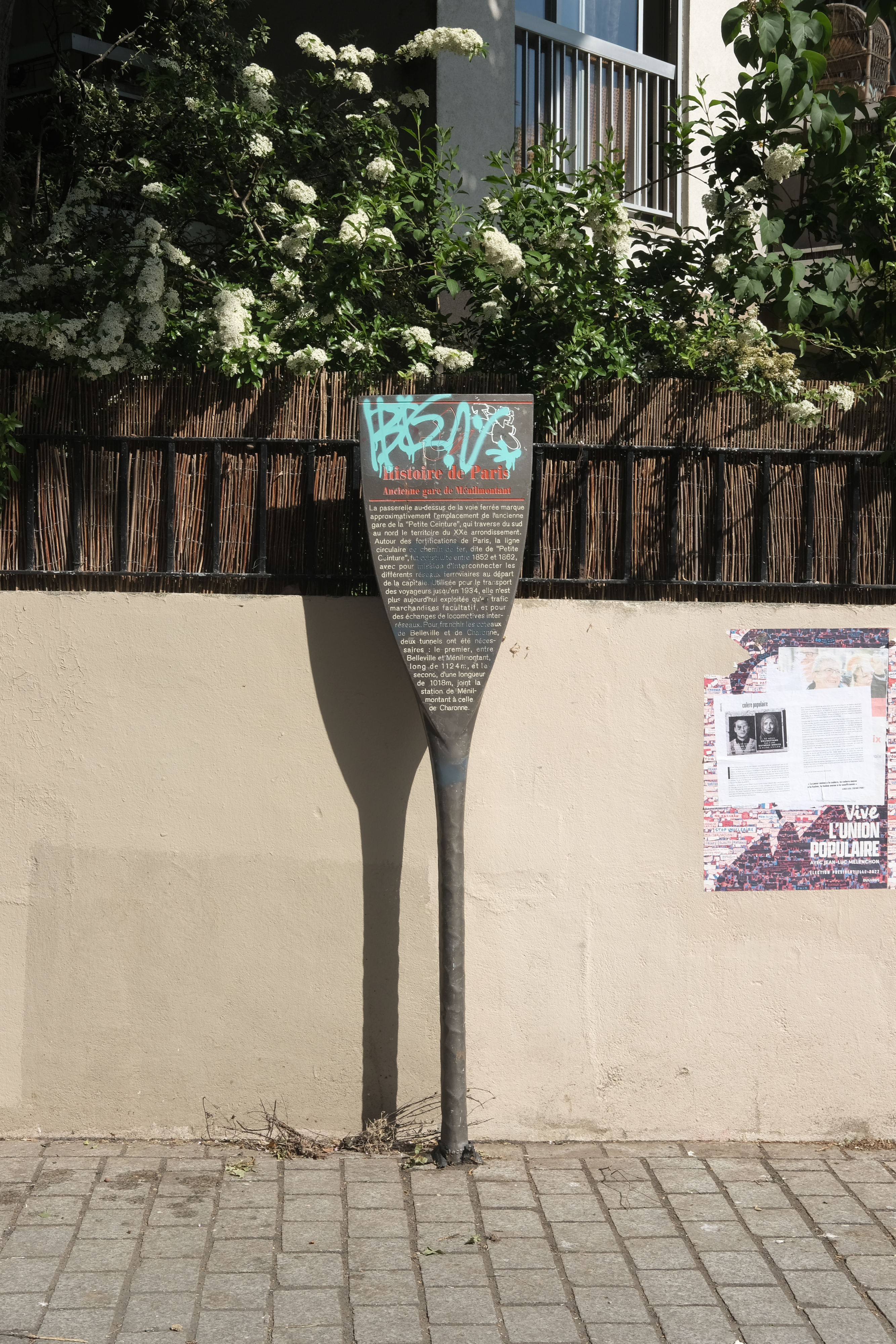
Panneau de la ville de Paris relatif à la gare de Ménilmontant.
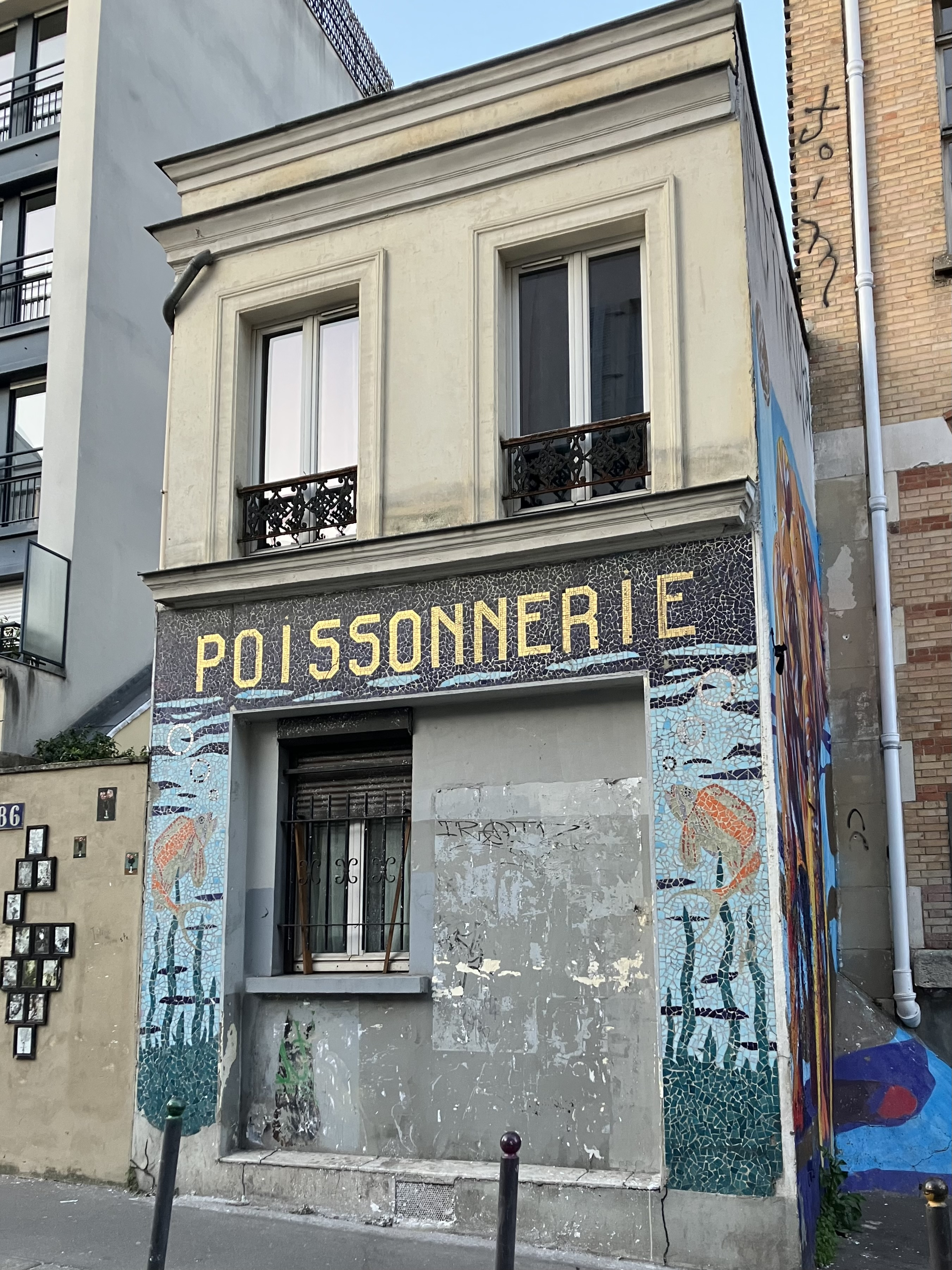
No 86,façade en mosaïques de l'ancienne poissonnerie.